# Tsundue Pema Lhamo
Tsundue Pema Lhamo (dzongkha: ཙུན་འདུས་པདྨ་ལྷ་མོ; Kurto, 1886 – Jakar, aprile 1922) è stata la prima regina consorte del Bhutan dal 1907 fino alla sua morte, in quanto moglie del re Ugyen Wangchuck.

## Biografia
Nel 1901 sposò Ugyen Wangchuck presso il palazzo Wangduechhoeling di Jakar, diventandone la quarta moglie.
Morì nella stessa residenza nell'aprile del 1922.

## Discendenza
Tsundue Pema Lhamo e Ugyen Wangchuck ebbero quattro figli e una figlia:
- Un figlio;
- Re Jigme (1905-1952);
- Principe Gyurme Dorji (1911-1933);
- Principessa Kencho Wangmo (1914-1975 circa);
- Principe Karma Thinley Lhundrub (1917-1949).